# Satory
Satory est un quartier de Versailles, chef-lieu du département des Yvelines (France).
Ce quartier, pour l'essentiel occupé par un camp militaire et, majoritairement, par des immeubles d'habitation, héberge environ 5 000 personnes, du personnel de la Défense et leurs familles.

## Géographie
Satory se trouve dans la partie sud-ouest de la commune de Versailles. Le quartier occupe un plateau allongé à environ 175 m d'altitude, délimité au nord par la route nationale 12 et au sud par la vallée encaissée de la Bièvre qui prend sa source dans le hameau de Bouviers. Il est presque entièrement entouré d'une ceinture forestière, le bois de Satory au nord, la forêt domaniale de Versailles au sud et à l'ouest.
Satory est desservi par deux axes de circulation importants : la RN12 et la RD91.

## Transports en commun
Le quartier est desservi par les lignes 6203 et 6206 du réseau de bus du Grand Versailles et par les lignes 5140 et 5141 du réseau de bus de Saint-Quentin-en-Yvelines.
Ultérieurement, le Conseil départemental des Yvelines souhaite prolonger la ligne 6 du tramway jusqu'à Satory pour assurer une correspondance avec la ligne 18 du métro, qui devrait y arriver à partir de 2030.

## Toponymie
Le nom de la localité est attesté sous la forme  Saitourry en 1343.
Son nom est issu du Gentilice Satturius.
La présence d'un toponyme, aujourd'hui disparu, de La Grange-Lessart semble indiquer qu'il a été défriché, tardivement, au Moyen-Âge  .

## Histoire
D'origine gallo-romaine, Satory est, au Moyen Âge, un fief dépendant du couvent des Célestins à Paris, et comprenant un hameau de quelques maisons et un manoir. Louis XIV acquiert les terres de Satory en 1685 et les inclut dans le Grand Parc de Versailles, où elles deviennent une importante ferme mise à bail.
En 1871, le camp de Satory fut le lieu d'exécution de nombreux communards qui y furent fusillés.

### La ferme de Satory
Appartenant au domaine royal, depuis Louis XIV, la ferme de Satory est divisée en quatre parcelles (Satory, Bois-Robert, La Grange-Lessart, Le Désert), elles-mêmes divisées en plusieurs lots lors de la vente des biens nationaux, puis rachetée pour le compte des domaines par Napoléon en 1810.
Au XVIIIe siècle, plusieurs fermiers se succèdent à la tête de la ferme : Simon Lespart, son fils François Lespart, sa veuve Marie-Charlotte Barbé, puis son second mari : André Michaux père, suivi des deux fils de ce dernier : André et André-François, d'abord en association, puis André Michaux seul, à son mariage en 1769. Vers 1776, alors qu'André s'oriente vers une carrière de botaniste explorateur, son frère André-François reprend la ferme. En 1798, Vincent Charlemagne Pluchet, gendre d'André-François, lui succède.
Vincent Charlemagne Pluchet, fils de Thomas Pluchet, est issu d'une famille connue en région parisienne depuis la fin du XVe siècle. Il épouse Geneviève Antoinette Michaux et devient ainsi cultivateur à la ferme de Satory, à partir de la fin 1797. Vincent Charlemagne Pluchet sera maire de Trappes de 1812 à 1837, tout en continuant plusieurs années à exploiter les terres de Satory.
On trouve ensuite à Satory MM. Bailly de Villeneuve et Victor Pigeon qui est aussi cultivateur propriétaire à Palaiseau et maire de cette ville et Busnel à partir de 1847. Dans la nuit du 30 au 31 janvier 1848, un incendie détruit une importante partie des bâtiments, qui ne seront jamais reconstruits. En 1849, outre celles des fermes de Gally et de la Ménagerie, les terres de la ferme de Satory sont données à l'Institut National Agronomique, créé l'année précédente. Mais cela coûte trop cher et dès 1853, Satory est louée à un nouveau fermier : Bouligny.
Depuis 1834, une trentaine d’hectares sont attribués à l’armée qui y installe un champ de manœuvres - qui servira aussi de champ de courses - avant d’obtenir la totalité du plateau en 1864.

### L'hippodrome de Satory
Le plateau de Satory accueillit de 1836 à 1865 un hippodrome où des courses hippiques avaient lieu chaque année en mai et juin. En 1838, les ducs d'Orléans et de Nemours, fils du roi Louis-Philippe Ier puis, en 1850, le prince-président Louis-Napoléon Bonaparte, assistèrent à des compétitions. Devenu empereur, ce dernier revint avec l'impératrice Eugénie de Montijo en 1854. Les difficultés financières et la concurrence des champs de courses parisiens et de celui de Porchefontaine, plus accessibles, entraînèrent son abandon après vingt-neuf ans d'activité.

### Commune de Paris

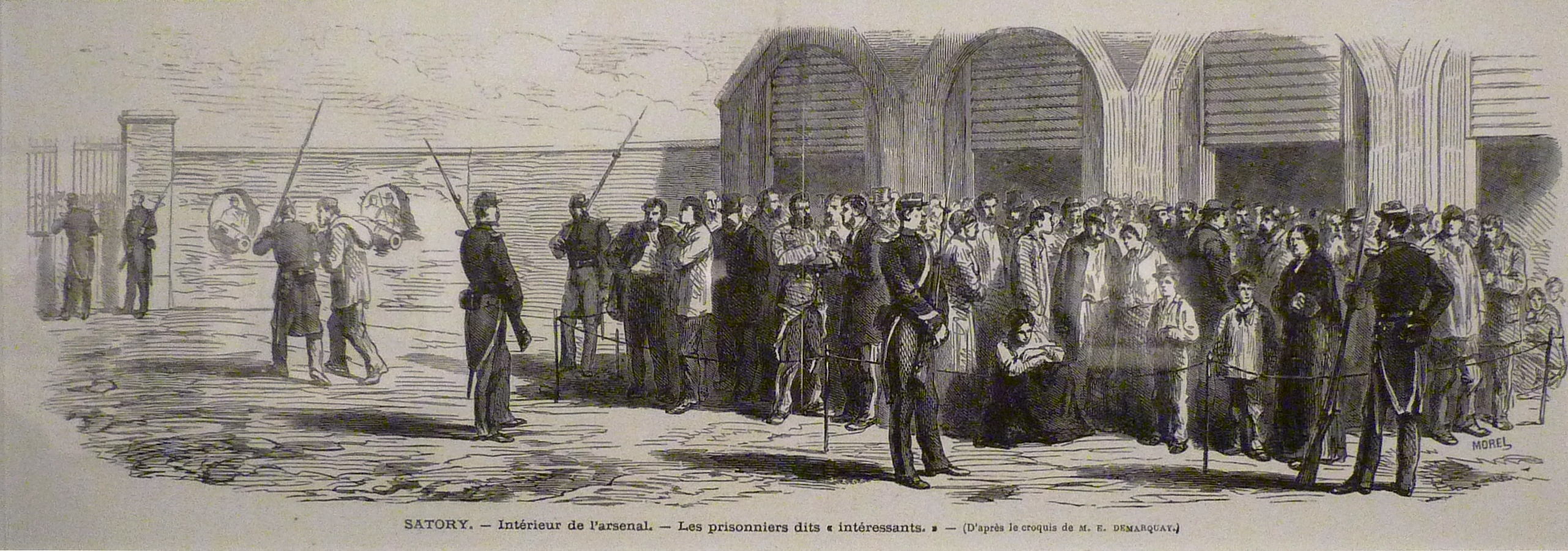
Des prisonniers libérés sous caution au camp de Satory.

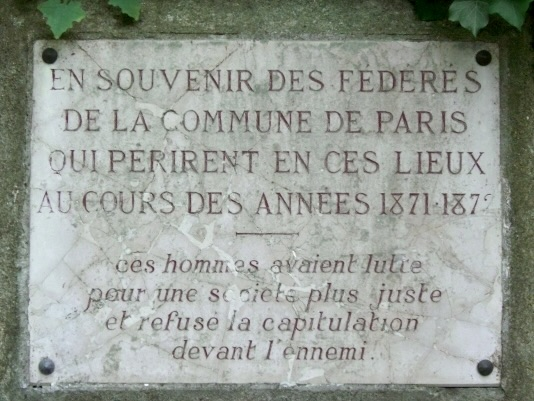
Plaque commémorative au « mur des fédérés » du camp de Satory.

En 1871, le camp de Satory fut le lieu de détention de milliers de communards qui vécurent plusieurs mois sans abri ni soin. Un grand nombre moururent de maladie, de blessures ou furent abattus et inhumés sur place, entre l'étang de la Martinière et le « Mur des Fédérés » où subsiste une fosse commune à l’emplacement de  laquelle une plaque commémorative a été apposée.

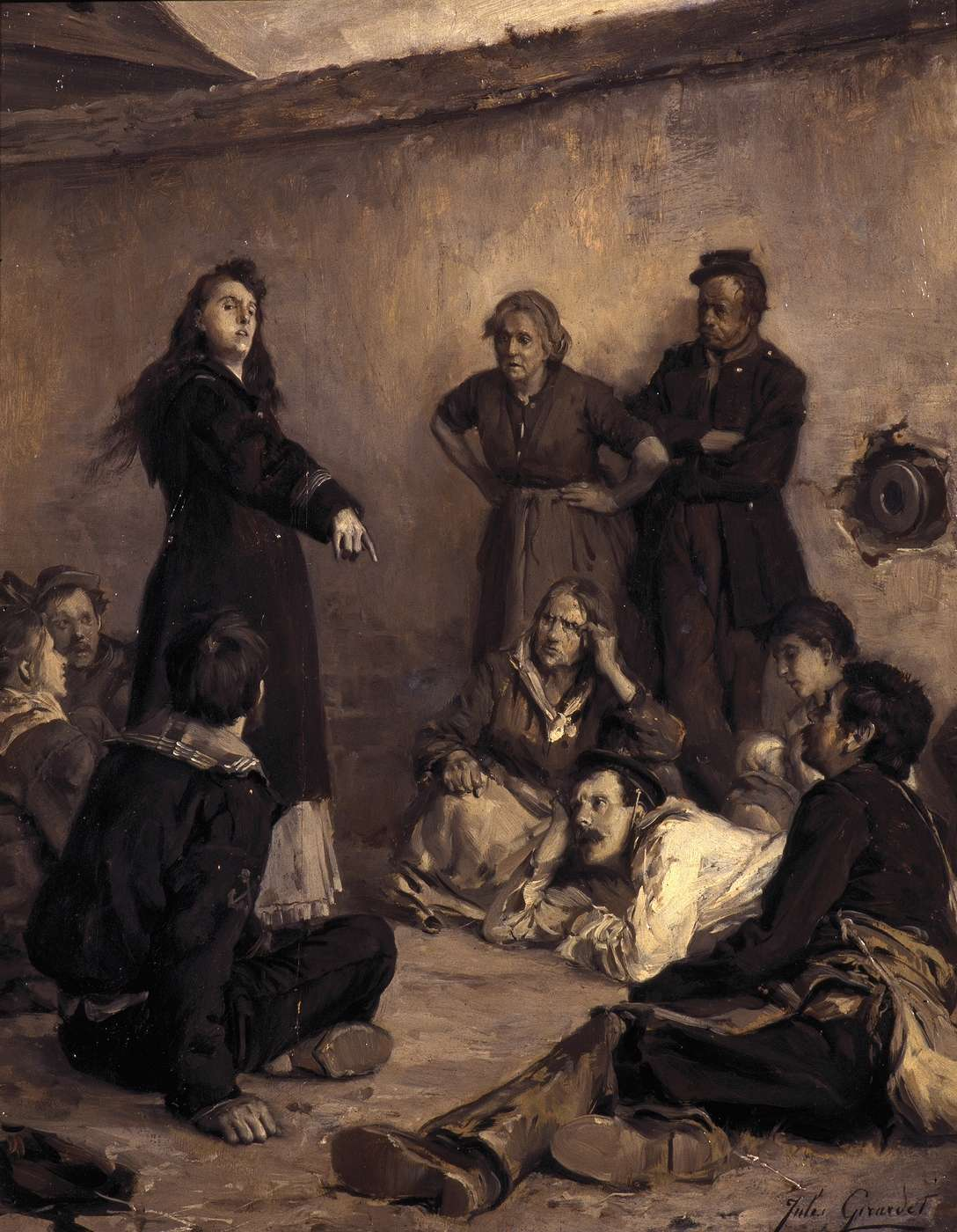
Louise Michel à Satory, haranguant les autres prisonniers communards. Peinture de Jules Girardet.

Les vingt-cinq condamnés à mort par le conseil de guerre furent fusillés au polygone d'artillerie, situé au bord de la RN 12. Les plus célèbres sont Louis Rossel, polytechnicien, colonel du génie, qui avait avant tout refusé la capitulation devant l'ennemi allemand, et le militant blanquiste Théophile Ferré, animateur de la Commune de Paris et compagnon de Louise Michel. Leur exécution avec le sergent Pierre Bourgeois eut lieu le 28 novembre 1871. Un photomontage, « Exécution de Rossel, Bourgeois, Ferré, dans la plaine de Satory à Versailles », par Eugène Appert est visible au musée d'Art et d'Histoire de Saint-Denis.
Louise Michel a été détenue elle aussi au camp de Satory. Le peintre Jules Girardet a représenté la révolutionnaire dans deux tableaux. Le premier représente son arrestation le 24 mai 1871. Le deuxième  est intitulé « Louise Michel à Satory » ; elle y est présentée haranguant des communards. Louise Michel déclara lors de son procès  : « Ce que je réclame de vous qui vous donnez comme mes juges, c’est le champ de Satory où sont tombés nos frères… Si vous n’êtes pas des lâches, tuez-moi ! »
Elle est condamnée en décembre 1871 à la déportation et envoyée en Nouvelle-Calédonie où elle reste jusqu'en 1880, date de l'amnistie générale.

### Batterie du Ravin-de-Bouviers

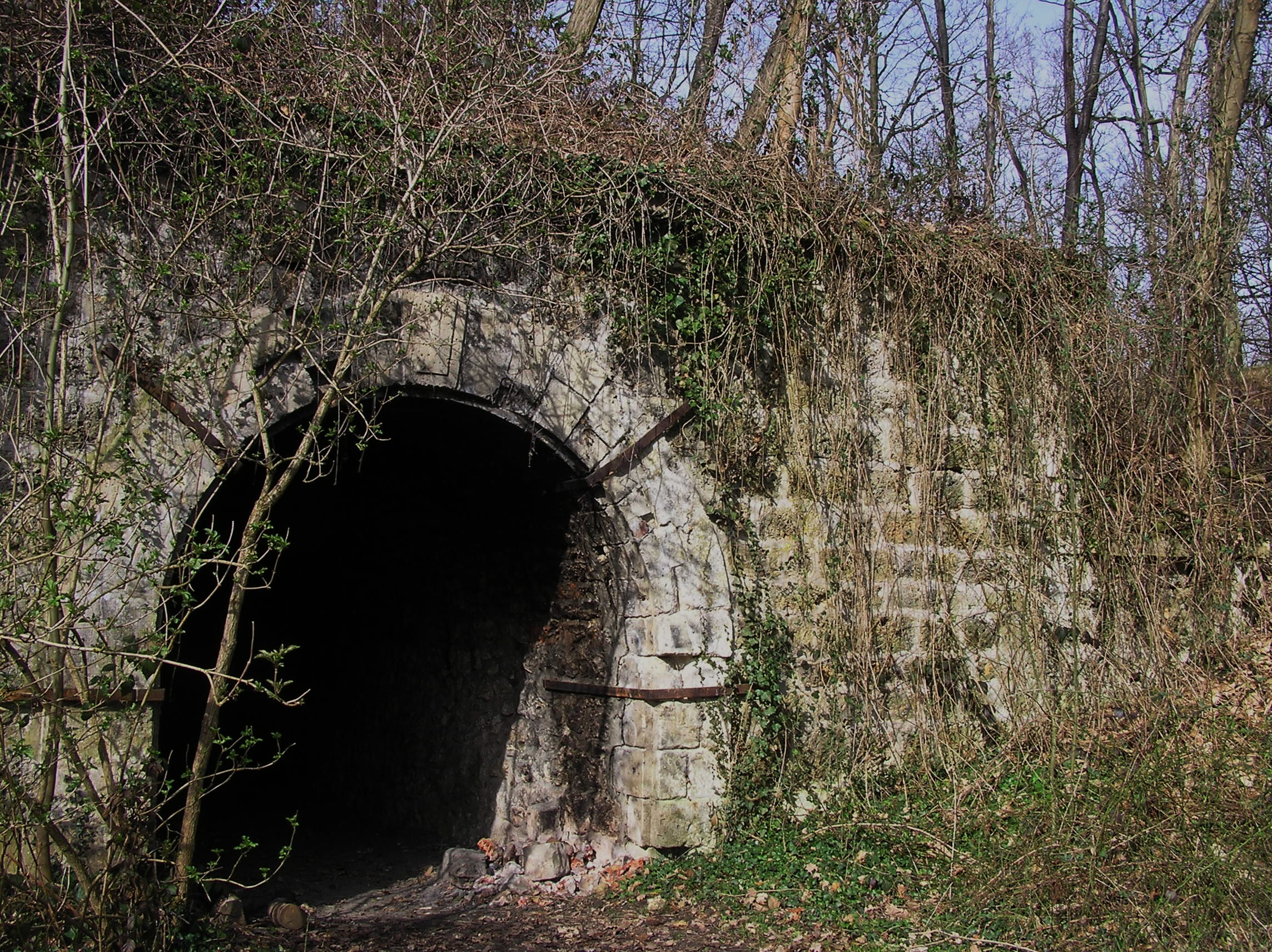
La batterie du Ravin de Bouviers.

La batterie du Ravin-de-Bouviers est située sur le plateau de Satory, au-dessus du ravin de Bouviers, à la limite de la ville de Guyancourt. C'est une ancienne batterie militaire construite en 1879, destinée à contrôler le passage des troupes sur le plateau. La batterie est implantée dans l'actuelle forêt de Versailles en limite du secteur militaire de Satory à une centaine de mètres de la commune de Guyancourt. La batterie est construite sur l'emprise de l'aqueduc situé entre l'étang de Saint-Quentin et Versailles. Certaines traverses s'appuient sur les structures de l'aqueduc.

### L'aérodrome de Satory

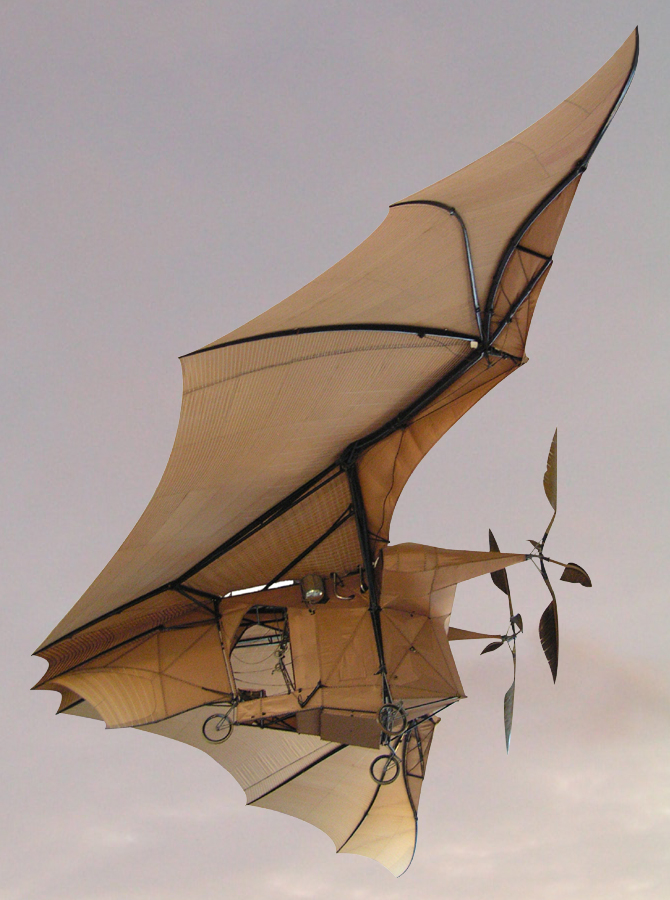
L’Avion III de Clément Ader.

Clément Ader s'élève du sol une première fois avec l'appareil baptisé Éole, avec lequel il décolle le 9 octobre 1890 puis rase le sol sur 50 mètres à 20 cm au-dessus de la piste. Cet événement ne sera toutefois pas homologué comme étant le premier vol d'un engin à moteur. De fait, la faible performance de cette génération d'engins n'entraînera pas d'intérêt industriel.
De nouveau, cette fois le 14 octobre 1897, sur le terrain militaire de Satory Clément Ader arrache son « Éole » du sol sur une distance de 300 mètres : c'est le premier vol d'un avion ; mais l'appareil est rabattu par le vent et manque son atterrissage. Le ministère de la Guerre cesse de financer Ader, ainsi contraint d'arrêter la construction de ses prototypes (l'Éole avait coûté 200 000 francs de l'époque, soit l'équivalent de 8 millions d'euros). Il tente alors de donner son fabuleux moteur à vapeur au capitaine Renard, qui travaille sur la navigation des dirigeables, puis se lance dans la fabrication des moteurs à explosion. L'équilibrage de ces V8 montrent toujours le souci d'une utilisation aéronautique.

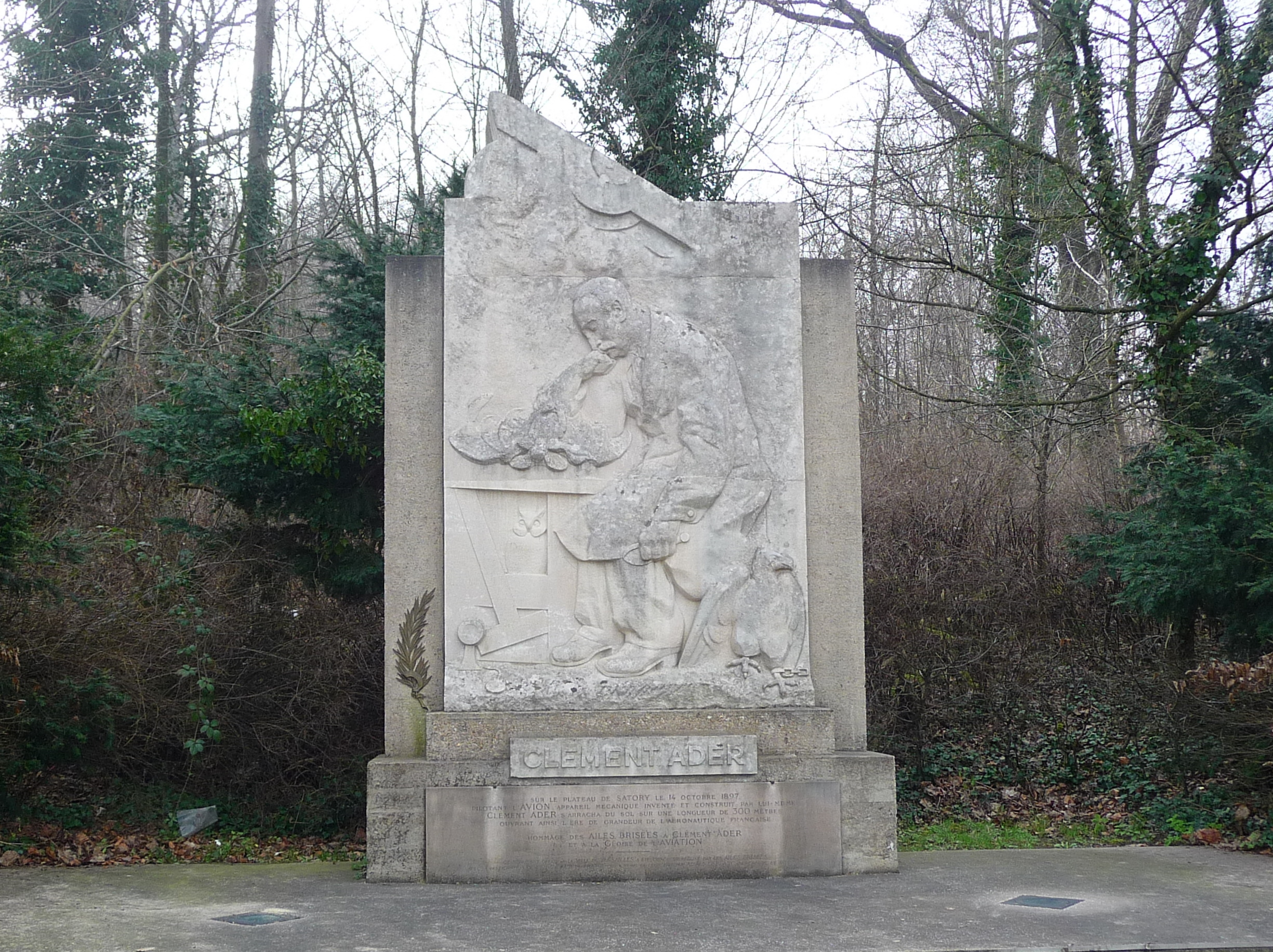
Monument commémoratif situé au pied du plateau de Satory.

Contraint au secret militaire (les archives de Satory n'ont été rendues accessibles que dans les années 1990), il ne parle de ses vols qu'en 1906, après celui de Santos-Dumont à Bagatelle. Ce silence est à l'origine de la controverse entretenue par les partisans des frères Wright. En France, à l'époque, personne n'a entendu parler des frères Wright. Santos Dumont prétend donc être le père de l'aviation. Un débat national s'engage pendant plusieurs années, sans qu'on parvienne vraiment à trancher. On finit généralement par admettre le vol de l'Éole, qui décolla devant témoins, et à repousser l'existence du vol de 1897. Mais les travaux du général Pierre Lissarrague, menés dans les années 1980 et 1990 (travaux fondés sur les archives secrètes de l'armée, rendues publiques dans les années 1980), tendent à prouver la réalité du vol de 1897.
Afin de faire toute la lumière sur ces vols, plusieurs maquettes motorisées de l'Éole et de l'Avion III furent réalisées . Si les maquettes de l'Éole démontrent clairement que l'appareil était capable de s'élever dans les airs, le succès est moins net avec l'Avion III. Son très mauvais équilibre et son gouvernail inutilisable expliqueraient en tout cas les raisons de l'accident.
À partir de 1913, l'aérodrome de Satory, trop petit, sera progressivement abandonné pour l'aérodrome de Vélizy-Villacoublay, géographiquement très proche de Satory.

### Les Jeux olympiques

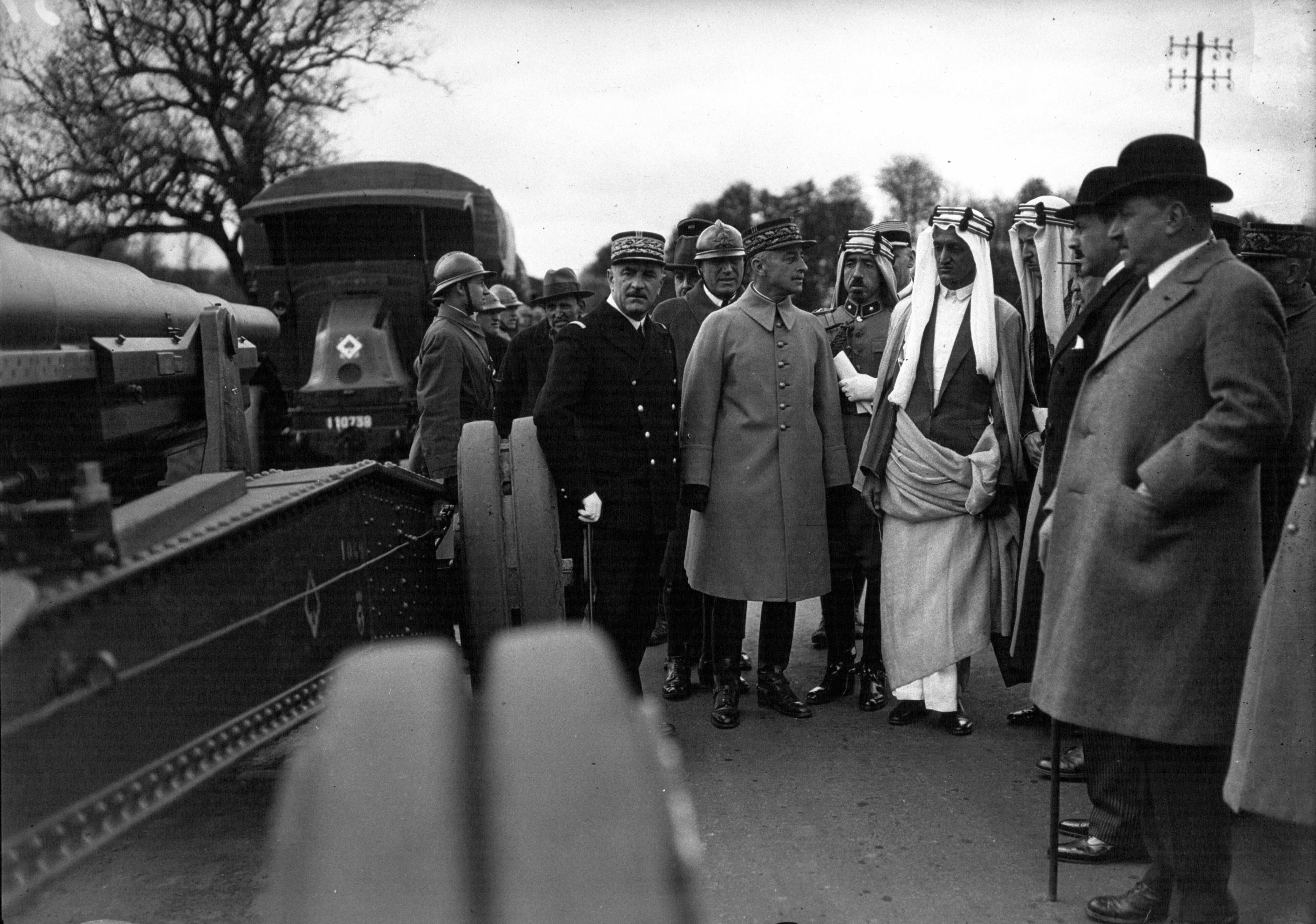
En 1932, le général Charles Noguès (au centre), commandant la 10e division d'infanterie, fait visiter à l'émir Fayçal ben Abdelaziz Al Saoud le camp de Satory.

En 1900, le camp de Satory accueillit les épreuves de tir des Jeux olympiques d'été.

### Seconde Guerre mondiale
Le 14 juin 1940, durant la bataille de France, la poudrière du camp de Satory explose.

## Activité
Avec environ 5 000 habitants aujourd'hui, Satory est un quartier à part entière, avec ses commerces, écoles et équipements publics, dont la commune de Versailles essaie de resserrer les liens avec le reste de la ville, malgré son éloignement.

### Économie
Satory a la particularité d'abriter de nombreuses entreprises et instituts publics en lien avec la Défense nationale ou non (Arquus, Nexter, IFSTTAR, Direction Motorsports PSA, VEDECOM) et où travaille une grande partie de ses habitants[réf. souhaitée].
Le laboratoire sur les interactions véhicule-infrastructure-conducteur (LIVIC) est une unité de recherche dépendant de l'IFSTTAR). Les recherches concernent la route automatisée - dite « route intelligente » - de demain.

### Implantation militaire
Les militaires sont affectés dans les services suivants :
- Armée de Terre
  - la Structure intégrée de maintien en condition opérationnelle des matériels terrestres (SIMMT) ;
  - le Service industriel de maintien en condition opérationnelles des matériels terrestres de l'armée de terre (SMITer) ;
  - la Section technique de l'armée de terre (STAT) ;
  - Le détachement du 8e régiment du matériel de Mourmelon ;
  - le Bataillon de réserve Île-de-France - 24e régiment d'infanterie (24e RI).
- Gendarmerie nationale
  - le Groupement blindé de gendarmerie mobile ;
  - Le Groupe d'intervention de la Gendarmerie nationale (GIGN).
- Interarmées
  - Le Centre de production alimentaire de Versailles-Satory (CPA) ;
  - Le centre de ravitaillement des Essences de Satory (CRE).

### Anciennes garnisons
- 5e régiment du génie

### Projets
Satory Est : la direction générale de la gendarmerie va lancer une opération de rénovation de ses infrastructures à compter de 2024.
Satory Ouest : la municipalité de Versailles envisage de transformer ces terrains en éco-parc d'activités et de logements, relié à la ville et intégré au pôle de recherche de l'Opération d'Intérêt National (OIN) de Massy Palaiseau Saclay Versailles Saint-Quentin-en-Yvelines.

## Personnalités liées au quartier

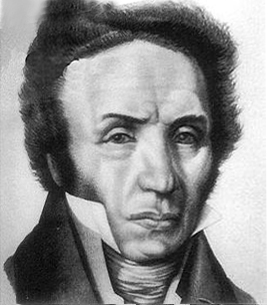
François-André Michaux.

- André Michaux, né le 7 mars 1746 à Satory (Versailles[17]), mort le 11 octobre 1802 à Tamatave (Madagascar), est fermier de la ferme de Satory avant de devenir un botaniste et un explorateur français.
- François André Michaux, son fils, est un médecin et botaniste français, né le 16 août 1770 à Satory (Versailles[18]) et mort le 23 octobre 1855 à Vauréal (Val-d'Oise)[19].
- Vincent Charlemagne Pluchet (1774-1837) est cultivateur à la ferme de Satory après son mariage fin 1797, puis il exploite la ferme du château de Trappes, commune dont il est maire de 1812 à 1837, tout en continuant à mettre en valeur des terres sur le plateau de Satory. Il est l'inventeur en 1829 d'une charrue qui porte son nom[20].
- Clément Ader est un ingénieur français, précurseur de l'aviation, né le 2 avril 1841 à Muret et mort le 3 mars 1925 à Toulouse. Il réalisa le premier vol en avion à partir de l'aérodrome de Satory.

## Filmographie
- Certaines scènes du film L'Armée des ombres de Jean-Pierre Melville ont été tournées dans le champ de tir du camp militaire de Satory, car il ressemblait au stand de tir de Balard et sur la RN.12, à proximité. Le champ de tir a été détruit pour l'élargissement de la RN.12 à 2 fois 3 voies.
- De nombreux décors du film Paris brûle-t-il ? furent construits sur un emplacement situé à l'ouest de l'étang de la Martinière, en particulier la reconstitution de la rue de Rivoli et de l'hôtel Meurice.
- De nombreuses scènes du film L'Assaut de Julien Leclercq ont été tournées dans le quartier de Satory, principalement dans le quartier d'habitation Guichard 1, l'appartement du héros y étant situé.